# Shuili
Lo Shuili (cinese tradizionale: 水里溪) è un fiume di Taiwan, che scorre per 19 km attraverso la Contea di Nantou. È emissario del lago Riyue.